# Israyel Militosián
Israyel Militosián –en ruso, Исраел Милитосян; en armenio, Իսրայել Միլիտոսյան– (Guiumri, URSS, 17 de agosto de 1968) es un deportista armenio que compitió para la Unión Soviética en halterofilia.
Participó en tres Juegos Olímpicos de Verano, obteniendo en total dos medallas: oro en Barcelona 1992 (categoría de 67,5 kg) y plata en Seúl 1988 (67,5 kg), y el sexto lugar en Atlanta 1996.
Ganó tres medallas en el Campeonato Mundial de Halterofilia entre los años 1987 y 1991, y cinco medallas en el Campeonato Europeo de Halterofilia entre los años 1987 y 1992.

## Palmarés internacional
| Representando a la URSS           |                           |                   |           |
| Juegos Olímpicos                  |                           |                   |           |
| Año                               | Lugar                     | Medalla           | Categoría |
| 1988                              | Seúl (Corea del Sur)      | Medalla de plata  | 67,5 kg   |
| Campeonato Mundial                |                           |                   |           |
| Año                               | Lugar                     | Medalla           | Categoría |
| 1987                              | Ostrava (Checoslovaquia)  | Medalla de bronce | 67,5 kg   |
| 1989                              | Atenas (Grecia)           | Medalla de oro    | 67,5 kg   |
| 1991                              | Donaueschingen (Alemania) | Medalla de plata  | 67,5 kg   |
| Campeonato Europeo                |                           |                   |           |
| Año                               | Lugar                     | Medalla           | Categoría |
| 1987                              | Reims (Francia)           | Medalla de plata  | 67,5 kg   |
| 1989                              | Atenas (Grecia)           | Medalla de oro    | 67,5 kg   |
| 1990                              | Ålborg (Dinamarca)        | Medalla de plata  | 67,5 kg   |
| 1991                              | Władysławowo (Polonia)    | Medalla de plata  | 67,5 kg   |
| Representando al Equipo Unificado |                           |                   |           |
| Juegos Olímpicos                  |                           |                   |           |
| Año                               | Lugar                     | Medalla           | Categoría |
| 1992                              | Barcelona (España)        | Medalla de oro    | 67,5 kg   |
| Representando a la CEI            |                           |                   |           |
| Campeonato Europeo                |                           |                   |           |
| Año                               | Lugar                     | Medalla           | Categoría |
| 1992                              | Szekszárd (Hungría)       | Medalla de plata  | 67,5 kg   |